# Équipe de direction
 (novembre 2014).
Si vous disposez d'ouvrages ou d'articles de référence ou si vous connaissez des sites web de qualité traitant du thème abordé ici, merci de compléter l'article en donnant les références utiles à sa vérifiabilité et en les liant à la section « Notes et références ».
Une équipe de direction ou équipe dirigeante ou comité de direction ou Codir ou comité exécutif (ou comex) est, au sein d'une organisation ou d'une entreprise, un groupe généralement restreint de personnes, formant un ensemble constitué, investi d'un pouvoir de surveillance et de décision, assurant la direction d'une entreprise sous les ordres du directeur général de celle-ci.
Sa composition est très variable d'une organisation à l'autre : elle comprend le plus souvent les principaux cadres dirigeants représentant les fonctions, les métiers ou les zones géographiques de l'activité de l'organisation.

## Composition
Suivant le niveau stratégique du directeur général (groupe, filiale, division, etc.), elle est composée :
- soit des directeurs généraux des filiales ou divisions
- soit le plus généralement et au sens courant, des responsables des grandes fonctions (département, service) de l'entreprise, très variables suivant la nature de celle-ci (données ici par ordre alphabétique) : directeur des achats, directeur commercial, directeur financier, directeur informatique, directeur industriel, directeur juridique, directeur de la logistique, directeur marketing, directeur qualité, directeur recherche et développement, directeur des ressources humaines, etc.

Dans la mesure où il s'agit d'un petit groupe, son management est un management de proximité.

## Fonction
Dans le cadre de la stratégie et/ou de la politique générale définie par le conseil d'administration, le comité de direction assure et/ou concourt à la direction effective d'une entreprise ou d'une organisation. À ce titre il est doté d'un règlement intérieur qui en définit les prérogatives et les règles de fonctionnement afin d'assurer tout ou partie des compétences suivantes :
- Pilotage des différentes activités concourant à l'objet social de l'organisation
- Suivi des décisions du conseil d'administration
- Lieu d'échanges et de réflexion sur la stratégie et les questions d'intérêt général
- Autorisation des investissements dont le montant excède une valeur définie. Cette prérogative pouvant être soumise à l'information préalable du Conseil d'administration.

## Exemples
On trouve une équipe de direction, ou un comité central, notamment dans les organisations suivantes :
- Comité exécutif central, ou comité central, principale instance de ce parti.
- Comité exécutif de la Banque centrale européenne, organe responsable de la mise en œuvre de la politique monétaire de la Banque centrale européenne.
- Comité exécutif national du Congrès national africain, ou National Executive Committee of the African National Congress, organe exécutif principal du parti politique sud-africain, le Congrès national africain.
- Comité exécutif sioniste, institution supérieure de l'Organisation sioniste mondiale.